# Coussarea lagoensis
Coussarea lagoensis är en måreväxtart som beskrevs av Johannes Müller Argoviensis. Coussarea lagoensis ingår i släktet Coussarea och familjen måreväxter. Inga underarter finns listade i Catalogue of Life.